# 夏祚
夏祚（1436年—？），字天錫，改字汝錫，直隸太平府當塗縣人，軍籍，明朝政治人物。進士出身。

## 生平
早年出身國子生，成化元年（1465年）舉乙酉科應天府鄉試第八十二名。成化十四年（1478年）戊戌科會試第二百八十二名，殿試登進士第三甲第一百五十六名。十五年八月擢授兵科給事中，二十三年（1487年）十月升兵科左給事中，弘治元年（1488年）五月擢兵科都給事中。二年五月升河南布政司右參政，轉江西右布政。丁憂服闋，九年十一月復除湖廣右參政，十三年九月升江西右布政使，轉福建左布政，十五年正月考察致仕，挂冠歸。

## 家族
曾祖父夏同六。祖父夏政。父亲夏本源。母朱氏。具慶下。娶陶氏。